# Gliese 420
Gliese 420 is een drievoudige ster in het sterrenbeeld draco met magnitude van +8,06 en met een spectraalklasse van K4.V en M2. De ster bevindt zich 47,2 lichtjaar van de zon.